# Rabii Houbri
Rabii Houbri (ur. 1 stycznia 1986) – marokański piłkarz, grający na pozycji środkowego obrońcy.

## Klub

### Początki
Zaczynał karierę w Chabab Rif Al Hoceima, gdzie grał do 2011 roku.

### Raja Casablanca
1 sierpnia 2011 roku przeszedł do Raja Casablanca. W tym zespole zadebiutował 22 sierpnia 2011 roku w meczu przeciwko KAC Kénitra (1:0 dla KAC). Na boisku spędził 59 minut. Pierwszego gola strzelił 18 lutego 2012 roku w meczu przeciwko FAR Rabat (3:1 dla Raja). Strzelił gola w 36. minucie. Łącznie zagrał 12 meczów, w których strzelił jednego gola.

### Emiraty Arabskie i powrót do kraju
1 października 2012 roku został zawodnikiem emirackiego Khor Fakkan Club.
2 stycznia 2013 roku wrócił do kraju, zostając piłkarzem Wydad Casablanca.

### Chabab Rif Al Hoceima
1 sierpnia 2013 roku ponownie został graczem Chabab Rif Al Hoceima. W GNF 1 z tym zespołem zadebiutował 31 sierpnia 2013 roku w meczu przeciwko Moghreb Tétouan (1:0 dla Moghrebu). Zagrał całą drugą połowę. Łącznie zagrał 3 spotkania

### AS Salé
1 grudnia 2013 roku dołączył do AS Salé. W tym klubie zadebiutował 23 marca 2014 roku w meczu przeciwko Raja Casablanca (1:0 dla AS). Zagrał cały mecz. Łącznie zagrał 5 spotkań.

### Chabab Atlas Khénifra
1 grudnia 2014 roku został zawodnikiem Chabab Atlas Khénifra. W tym zespole debiut zaliczył 28 grudnia 2014 roku w meczu przeciwko Moghreb Tétouan (2:4 dla rywali Chabab). W debiucie strzelił gola – do bramki trafił w 76. minucie.

### CODM Méknes i koniec kariery
11 września 2015 roku trafił do CODM Meknès. Data zakończenia kariery jest nieznana.